# SteamWorld Quest
SteamWorld Quest: Hand of Gilgamech ist ein Rollen- und Deck-Building-Spiel, welches Teil der SteamWorld-Videospielreihe ist. Es wurde von Image & Form entwickelt und von Thunderful veröffentlicht. Das Spiel erschien am 25. April 2019 für die Nintendo Switch und am 31. Mai 2019 für den PC.
Im Spiel folgt man einem Team von empfindsamen, dampfbetriebenen Robotern, die durch eine Steampunk-Fantasiewelt reisen und das Böse bekämpfen. Das Spiel erhielt allgemein positive Bewertungen. Die Grafik und das Gameplay zählen als Stärken.

## Handlung
SteamWorld Quest wird als Märchen präsentiert, das innerhalb des sonst verwendeten Science-Fiction-Universums von SteamWorld Heist erzählt wird. Im Spiel folgt man Armilly und Copernica, zwei Freunden aus einer Kleinstadt, die sich auf eine kleine Reise begeben, die sich zu einer viel größeren wandelt.

## Spielprinzip
Das Spiel ist ein seitlich scrollendes Videospiel und ist in kleine erkundbare Bereiche unterteilt, die der Spieler nach Schätzen durchsuchen kann. Der Spieler kann auf Feinde treffen und sich in einen Kampf stürzen. Angriffe werden durch das Sammeln von Karten durchgeführt, mit denen die Roboter Programme ausführen können. Der Spieler muss sich sein eigenes Angriffsdeck mit charakterspezifischen Karten erstellen.

## Rezeption
SteamWorld Quest hat international gute Bewertungen erhalten. Die Rezensionsdatenbank Metacritic aggregiert beispielsweise 53 Rezensionen zu einem Gesamtwert von 81.
GamersGlobal lobt insbesondere das Kampfsystem, kritisiert allerdings die seichten Rollenspielelemente.

„Was Steamworld Quest so stark macht sind sicherlich die Planungs- und Tüftelelemente, durch die ich mich immer wieder an neue Situationen und Gegnertypen anpassen muss. Das eigentliche Spiel um die Kämpfe fällt aber ziemlich simpel aus, es gibt kaum Erkundungsmöglichkeiten und Geheimnisse und auch die Rollenspielelemente fallen eher seicht aus. Und auch wenn es nicht oft vorkam, aber hin und wieder durchblickte ich einfach die Effekte einer feindlichen Karte nicht und fand im sonst so umfangreichen Handbuch nichts dazu. Das Kampfsystem macht diese Ärgernisse für mich zwar größtenteils wieder wett, ganz übertünchen kann es sie aber doch nicht.“